# Tsjyna
De Tsjyna (Russisch: Чына) is een 240 kilometer lange zijrivier van de Sinjaja in het stroomgebied van de Lena. De rivier stroomt door de Russische autonome republiek Jakoetië, in het noorden van Oost-Siberië.
De rivier ontspringt op het Lena-plateau in het oostelijk deel van het Midden-Siberisch Bergland en telt ongeveer 150 meren.
De grootste zijrivieren zijn de Kejbele (66 km) en Tympynaj (71 km) aan linkerzijde. De rivier is bevroren van de tweede helft van oktober tot de tweede helft van mei.